# I Look to You (singel)
I Look to You – wydany w 2009 r. singel Whitney Houston promujący album o tym samym tytule, zawierający w wersji europejskiej dwie piosenki promocyjne – I Look to You oraz Million Dollar Bill.
Piosenka "I Look to You" nagrana jest w stylistyce gospel popu, powstał do niej piękny w kolorystyce, a przy tym prosty teledysk ukazujący kontekst utworu – czyli rozmowę człowieka z Bogiem, hymn ku czci tego, który zagubionego człowieka ponownie przygarnie i mu wybaczy, da poczucie bezpieczeństwa. Jest to utwór autobiograficzny Whitney, która w 2009 roku postanowiła definitywnie zerwać z nałogiem narkotykowym i powrócić na scenę muzyczną. W wokalu piosenki jak i całej płyty słychać powikłanie nadużywania substancji odurzających pod postacią znacznie zmienionego głosu Houston.

## Premiera polska
Polska prapremiera piosenki "I Look to You" odbyła się na antenie Radia ZET dnia 10 sierpnia 2009 o godz. 08:50. w audycji Dzień Dobry Bardzo.

## Wersje singla

### Wersja europejska (strona A singla)
1. "I Look to You" — 4:25
2. "Million Dollar Bill" – 3:24

### Digital Download
1. "I Look to You" — 4:25

### UK Digital Single
1. "I Look to You" – 4:25
2. "I Look to You" (Giuseppe D. Club Mix) – 7:39
3. "I Look to You" (Johnny Vicious Warehouse Club Mix) – 8:52
4. "I Look to You" (Johnny Vicious Club Mix) – 9:08
5. "I Look to You" (Christian Dio Club Mix) – 7:53

### UK digital remix EP
1. "I Look to You" (Johnny Vicious Warehouse Radio Mix) – 4:08
2. "I Look to You" (Johnny Vicious Warehouse Club Mix) – 8:52
3. "I Look to You" (Johnny Vicious Warehouse Mixshow Mix) – 5:50
4. "I Look to You" (Johnny Vicious Club Radio Mix) – 3:52
5. "I Look to You" (Johnny Vicious Club Mixshow Mix) – 6:06
6. "I Look to You" (Johnny Vicious Club Mix) – 9:08
7. "I Look to You" (Christian Dio Radio Mix) – 4:01
8. "I Look to You" (Christian Dio Mixshow Mix) – 5:51
9. "I Look to You" (Christian Dio Club Mix) – 7:53
10. "I Look to You" (Giuseppe D. Tune Adiks Radio Edit) – 3:47
11. "I Look to You" (Giuseppe D. Club Tune Adiks Mix) – 7:39
12. "I Look to You" (Giuseppe D. Tune Adiks Mixshow Mix) – 5:52